# 湖南机电职业技术学院
湖南机电职业技术学院（英語：Hunan Mechanical And Electrical Polytechnic）位于湖南省长沙市开福区万家丽北路一段359号，是湖南省一所高等专科大学。

## 历史
1975年，湖南省建立了“湖南机电学校”，是“湖南机电职业技术学院”的前身。
2002年，“湖南机电学校”升级为高等职业技术学院，改名为“湖南机电职业技术学院”。

## 学校院系
湖南机电职业技术学院开设了6个二级学院，2个部，39个专业。
- 系：机械工程学院、电气工程学院、汽车工程学院、信息工程学院、经济贸易学院、人文科学学院
- 部：思政教学工作部、继续教育学部

## 校训
明德崇技 、自强不息

## 脚注
1. ↑  “明德”出自《大学》：“大学之道，在明明德，在亲民，在止于至善。”
2. ↑  “自强”出自《周易》：“天行健，君子以自强不息。”